# إسقاط مقاتلة تركية في يونيو 2012
وقعت حادثة إسقاط المقاتلة التركية عندما أطلقت قوات الدفاع الجوي السوري في 22 حزيران / يونيو 2012 النار على مقاتلة تركية من طراز إف-4 مما أدى إلى سقوطها في البحر الأبيض المتوسط في المياه الإقليمية السورية. أدت هذه الحادثة إلى زيادة التوتر في العلاقات السورية التركية في سياق الأزمة السورية. كان طاقم الطائرة التركية يتألف من طيارين اثنين هما غوخان إرتان وحسن حسين أكسوي، وبقي مصيرهما مجهولاً، وبحثت القوات التركية والسورية عنهما دون جدوى حتى عثرت سفينة أمريكية مخصصة للبحث في أعماق البحار على جثتيهما في 4 تموز / يوليو 2012.

## الحدث
الطائرة التي أسقطت كانت استطلاعية من طراز أر إف-4 فانتوم الثانية إي تابعة لجناح الطيران رقم 173 في قاعدة قيادة المجموعة السابعة التي تتمركز في قاعدة إرهاتش الجوية في مدينة ملطية. الطائرة كان يقودها الملازم طيار غوخان إرتان والضابط حسن حسين أكسوي. أقلعت الطائرة في 22 يونيو 2012، وكانت مهمتها المساعدة في اختبار نظام الرادار التركي. ووفقا لسجلات الرادار، كانت الطائرة تحلق بين قبرص وهاتاي فوق البحر الأبيض المتوسط عند مستوى FL210 ، وهو ارتفاع 21000 قدم، وفي الساعة 11:06 بالتوقيت المحلي (08:06 بالتوقيت العالمي) ومن أجل مهمة اختبار الرادار، خفضت من ارتفاعها عند اقترابها من هاتاي. وفي الساعة 11:14، كانت الطائرة أر إف-4 فانتوم الثانية إي في مستوى FL086 ، وبعد تسع دقائق نزلت إلى مستوى FL075 فوق هاتاي. في الساعة 11:23، غيرت الطائرة مسارها، متوجهة إلى البحر الأبيض المتوسط واستمرت في النزول. في تمام الساعة 11:37، وصلت الطائرة إلى مستوى FL020 وكانت تهبط بشكل تدريجي من أجل اختبار الرادار. وصلت الطائرة في الساعة 11:42 إلى المجال الجوي السوري. وقامت الطائرة بانتهاك المجال الجوي السوري، وحلقت لمدة خمس دقائق داخل المجال الجوي السوري. القاعدة التركية التي كانت تقوم باختبار الرادار حذرت طائرة أر إف-4 فانتوم الثانية إي بأنها في المجال الجوي السوري وعليها تغيير المسار فورًا. في الساعة 11:47، غادرت المجال الجوي السوري وأخذت مسارًا شماليًا باتجاه هاتاي، وصعدت الطائرة إلى مستوى FL030. وغيرت الطائرة مسارها مره أخرى في البحر الأبيض المتوسط من أجل الإستمرار في مهمتهم وهي اختبار الرادار. في تمام الساعة 11:50، طلب طياروا الطائرة أر إف-4 فانتوم الثانية إي من القاعدة التركية التي تقوم باختبار الرادار بمساعدتهم لتجنب الدخول في المجال الجوي السوري مره أخرى. ومنذ انتهاك المجال الجوي السوري من قبل الطائرة التركية وحتى مغادرتها، لم يقم النظام السوري بتنبيه أو تحذير الطائرة.
أطلقت قوات الدفاع الجوي السورية صاروخ أرض-جو قبالة الساحل. حاولت الطائرة مراوغة الصاروخ إلا أنها فشلت وتم إسقاطها. واختفت عن شاشات الرادار فوق البحر الأبيض المتوسط إلى الجنوب الغربي من إقليم هاتاي في الساعة 11:58، وبدأت عمليات البحث عن الطيارين.

## بعد الحادثة
بحثت البحرية التركية والسورية عنهما دون جدوى. حتى وصلت السفينة الأمريكية المتخصصة في البحث والإنقاذ من نوع إي. في. نوتيلوس بعد ثلاثة أيام إلى موقع سقوط الطائرة للانضمام إلى عمليات البحث والإنقاذ. أطلقت السفينة مركبتين غير مأهوله يطلق عليهما «هرقل» و«ارجوس» للبحث عنهما في قاع البحر على عمق 1280 م (4200 قدم) ووجدتا حطام الطائرة، وأحضرت أجزاء من الطائرة النفاثة إلى السفينة. وتم العثور على جثتي الطيارين وإحضار جثثيهما إلى السطح بعد عملية إستغرقت 45 دقيقة في تاريخ 4 يوليو 2012. زعم الجيش السوري أن الطائرة المقاتلة انتهكت المجال الجوي السوري. ولم يؤكد الرئيس التركي عبد الله غل وغيره من المتحدثين الرسميين في تركيا هذا الأمر، رغم أن عبد الله غل قال إنه «من المعتاد أن تطير الطائرات المقاتلة داخل وخارج الحدود [الوطنية]».
زعم زعيم حزب سياسي تركي أن الطائرة قد أسقطتها سفينة حربية روسية، وكذلك زعم بولنت ارينج نائب رئيس الوزراء أن صاروخًا موجهًا بالليزر أو يبحث عن الحرارة هو من أسقط الطائرة، وليس نيرانًا مضادة للطائرات تابعة للقوات الدفاع الجوي السورية كما ادعت الحكومة السورية.
عقد رئيس الوزراء التركي رجب طيب أردوغان ليلة 22 يونيو اجتماعاً طارئاً يضم عدداً من الوزراء ورئيس الأركان ورئيس المخابرات دام ساعتين أعلن مكتب رئيس الوزراء في بيان له عقب الاجتماع أن الطائرة أسقطها الدفاع الجوي السوري. وفي 23 يونيو نشرت وكالة سانا تصريح ناطق عسكري قال أن هدفاً جوياً مجهولاً اخترق المجال الجوي السوري تصدت له المدفعية المضادة للطيران وأصابته على بعد كيلومتر واحد من الشاطئ، «وتبين لاحقاً أنه طائرة حربية تركية». وسقطت الطائرة في البحر مقابل رأس البسيط غرب قرية أم الطيور.